# Hisayoshi Sato
Hisayoshi Sato (Japans: 佐藤 久佳, Satō Hisayoshi) (Tomakomai, 12 januari 1987) is een Japanse zwemmer die zijn vaderland vertegenwoordigde op de Olympische Zomerspelen 2008 in Peking, China.

## Zwemcarrière
Sato maakte zijn internationale debuut op de WK zwemmen 2005 in Montreal, Canada. Hij strandde in de series van de 100 meter vrije slag, daarnaast zwom hij in de series van alle estafettenummers. Voor zijn inspanningen in de series van de 4x100 meter wisselslag ontving hij de bronzen medaille, nadat Tomomi Morita, Kosuke Kitajima, Ryo Takayasu en Daisuke Hosokawa als derde waren geëindigd.

### 2008
Op de Olympische Zomerspelen van 2008 werd Sato uitgeschakeld in de series van de 100 meter vrije slag. Hij was slotzwemmer van de Japanse ploeg die het brons in de wacht sleepte op de 4x100 meter wisselslag, Junichi Miyashita, Kosuke Kitajima en Takuro Fujii waren zijn ploeggenoten. Op de 4x100 meter vrije slag werd hij samen met Fujii, Masayuki Kishida en Yoshihiro Okumura uitgeschakeld in de series.